# Plac Rybny w Lublinie
Plac Rybny w Lublinie – plac na ulicy Rybnej w Lublinie w dzielnicy Stare Miasto. Nazwa placu związana jest z jego pierwotną funkcją – placu targowego, gdzie handlowano rybami złowionymi w przepływającej poniżej Czechówce. Znajdowały się tu także, kilkakrotnie niszczone przez pożary, drewniane budynki – łaźnia miejska i dom publiczny, prowadzony przez mieszkającego nieopodal miejskiego kata. W XIX wieku plac stał się miejscem reprezentacyjnym, przy którym stanął tzw. pałac Pawęczkowskiego (kościół trynitarzy) – obecnie budynek mieszkalny, jeden z najelegantszych gmachów ówczesnego Lublina.
Do placu prowadzi Brama Rybna.